# Triatlo nos Jogos Pan-Americanos de 2007
O triatlo nos Jogos Pan-Americanos de 2007 foi disputado em 15 de julho na Praia de Copacabana. Foram realizadas as provas masculina e feminina.

## Países participantes
Um total de 12 delegações apresentaram atletas participantes nas competições de pentatlo moderno:
| - ANT Antígua e Barbuda (1) - ARG Argentina (6) - BER Bermudas (1) - BOL Bolívia (2) - BRA Brasil (6) - CAN Canadá (6) - CHI Chile (3) - COL Colômbia (4) - CRC Costa Rica (4) - CUB Cuba (6) | - DOM República Dominicana (3) - ESA El Salvador (1) - ECU Equador (2) - GRN Granada (1) - GUA Guatemala (1) - MEX México (6) - PUR Porto Rico (2) - URU Uruguai (2) - USA Estados Unidos (6) - VEN Venezuela (4) |

## Medalhistas
| Evento             | Ouro                           | Prata                            | Bronze                    |
| ------------------ | ------------------------------ | -------------------------------- | ------------------------- |
| Masculino detalhes | Andy Potts USA Estados Unidos  | Brent McMahon CAN Canadá         | Juraci Moreira BRA Brasil |
| Feminino detalhes  | Julie Ertel USA Estados Unidos | Sarah Haskins USA Estados Unidos | Lauren Groves CAN Canadá  |

## Quadro de medalhas
| Ordem | País               | Medalha de ouro | Medalha de prata | Medalha de bronze |   |
| ----- | ------------------ | --------------- | ---------------- | ----------------- | - |
| 1     | USA Estados Unidos | 2               | 1                |                   | 3 |
| 2     | CAN Canadá         |                 | 1                | 1                 | 2 |
| 3     | BRA Brasil         |                 |                  | 1                 | 1 |
| TOTAL | TOTAL              | 2               | 2                | 2                 | 6 |